# 18 Bielski Batalion Powietrznodesantowy

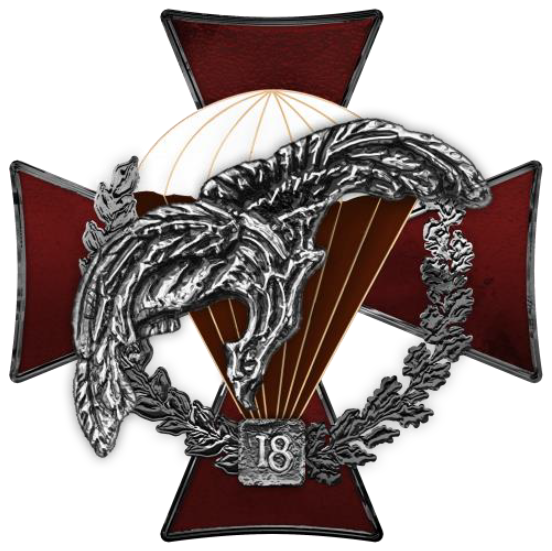
Odznaka pamiątkowa 18 bpd.

18 Bielski Batalion Powietrznodesantowy im. kpt. Ignacego Gazurka (18 bpd) – pododdział Wojsk Powietrznodesantowych Sił Zbrojnych RP (JW Nr 1328).
W 1954 roku w Oleśnicy został sformowany 19 Samodzielny Batalion Rozpoznawczy podlegający Zarządowi II SG WP. 20 października 1959 roku batalionowi została zmieniona podległość, został podporządkowany dowódcy 6 Pomorskiej Dywizji Powietrznodesantowej. W 1961 roku jednostka została przemianowana na 19 Batalion Powietrznodesantowy. Na mocy rozkazu Ministra Obrony Narodowej z 30 czerwca 1967 roku jednostka przejęła dziedzictwo tradycji 18 Kołobrzeskiego Pułku Piechoty i została przemianowana na 18 Kołobrzeski Batalion Powietrznodesantowy.
Aktualnie jednostka stacjonuje w garnizonie Bielsko-Biała i wchodzi w skład 6 Brygady Powietrznodesantowej im. gen. Stanisława Sosabowskiego.

## Historia batalionu
Pierwszym etapem tworzenia jednostki było sformowanie w 1951 r. samodzielnego plutonu rozpoznawczego o charakterze specjalnym w składzie II Okręgu Wojskowego w Sztumie oraz 6 samodzielny pluton rozpoznawczy IV Okręgu Wojskowego w Opolu. Każda jednostka liczyła 37 żołnierzy.
W marcu następnego roku zorganizowano pierwsze kursy spadochronowe, które obejmowały m.in. oddanie 8 skoków.
W wyniku zmian porządkowych dokonanych w 1989 roku, batalion po raz kolejny w swojej historii zmienił swój profil organizacyjno-merytoryczny, stając się jednostką desantowo-szturmową.
8 października 1994 jako 18 bdsz otrzymał nowy sztandar ufundowany przez władze miejskie Bielska-Białej. W następnym roku do nazwy jednostki dodano honorowy tytuł „bielski”.

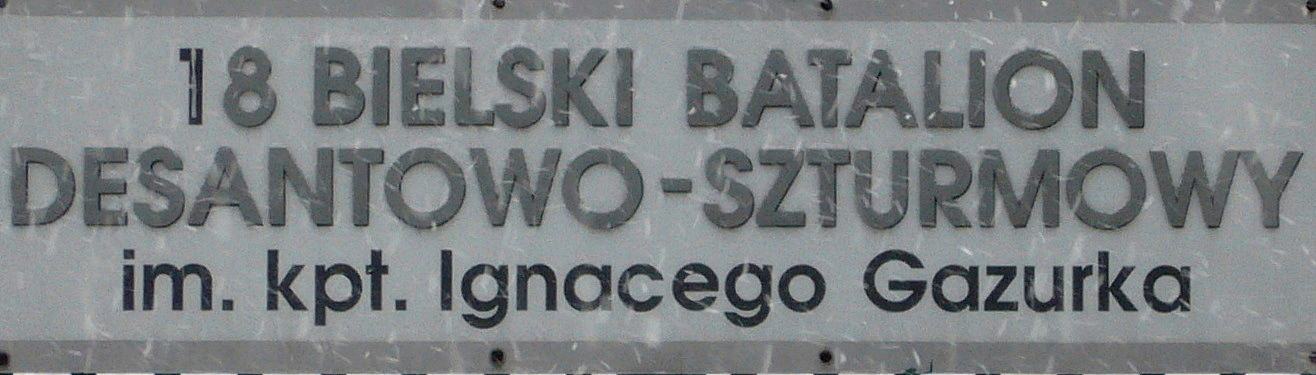
Dawna tabliczka z nazwą batalionu na bramie głównej jednostki wojskowej w Bielsku-Białej

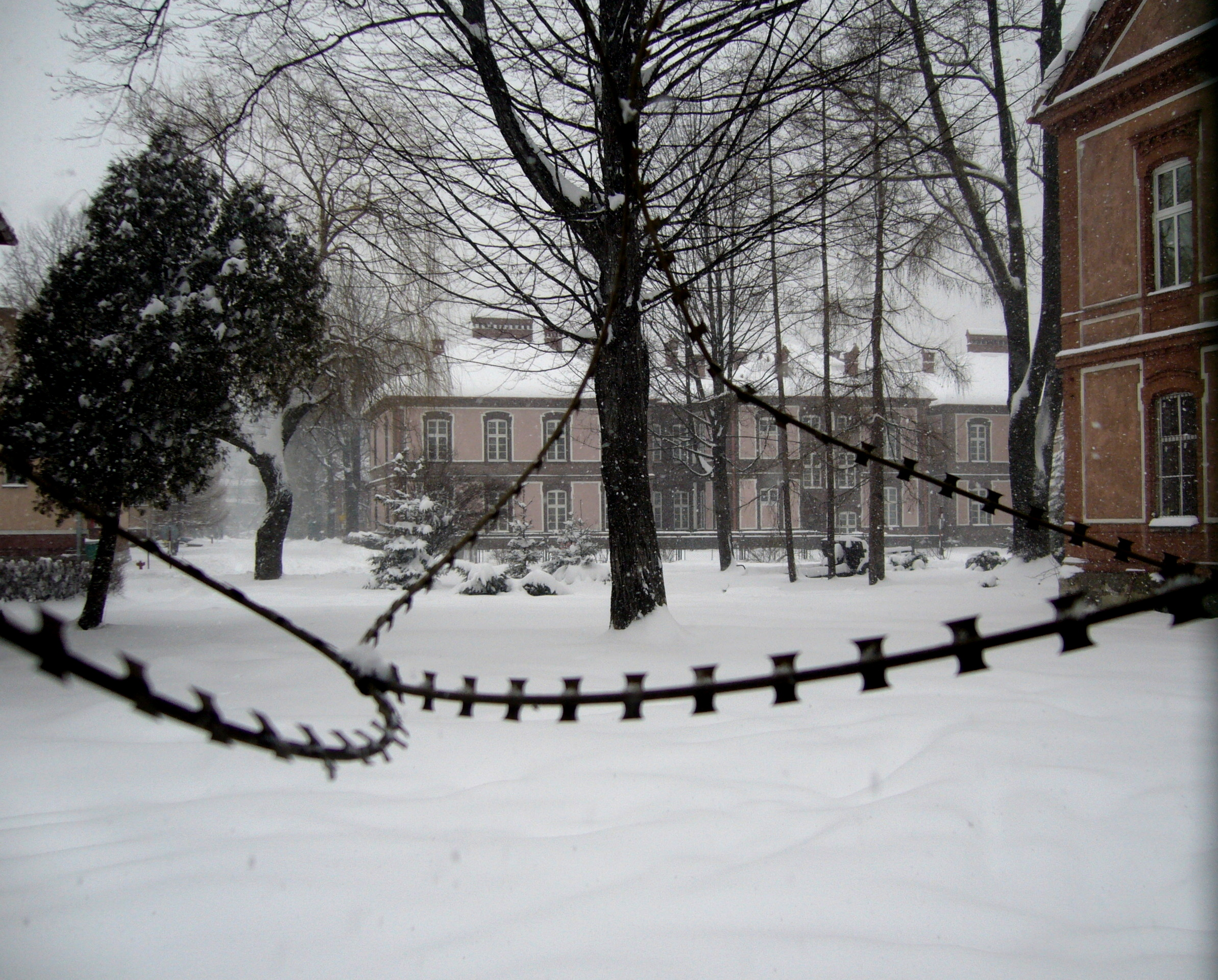
Widok na koszary

Od tamtej pory do 1 lipca 2010 r. oficjalna nazwa oddziału brzmiała 18 Bielski Batalion Desantowo-Szturmowy im. kpt. Ignacego Gazurka. Od 1 lipca 2010 r. batalion zmienił nazwę na 18 Bielski Batalion Powietrznodesantowy. Związane jest to ze zmianą struktury 6 Brygady Powietrznodesantowej, w skład której wchodzi batalion. Święto batalionu obchodzone jest od roku 1995 w dniu 6 października, czyli w każdą kolejną rocznicę przybycia do Bielska-Białej 19 Samodzielnego Batalionu Rozpoznawczego. Od 1973 r. bielscy spadochroniarze biorą udział w operacjach pokojowych pod błękitną flagą Organizacji Narodów Zjednoczonych. Pełnili m.in. służbę w Egipcie, na Wzgórzach Golan, w Libanie i Kambodży.
Od roku 1998 do lipca 1999 spadochroniarze 18 bdsz stanowili Odwód Strategiczny Dowódcy sił SFOR.
Od czerwca 1999 do lipca 2000 roku, na bazie żołnierzy wydzielonych z 18 bdsz utworzono PKW Kosowo wchodzący w skład sił KFOR, który realizował zadania w ramach misji pokojowej w Kosowie w południowej części sektora amerykańskiego. Po zakończeniu działań w Kosowie, batalion od września 2000 do października 2002 r. wchodził w skład Sił Natychmiastowego Reagowania NATO, dzięki czemu wziął on udział w wielu międzynarodowych ćwiczeniach, również poza granicami Polski.
W 2004 roku, w składzie II zmiany PKW Irak, wydzielone siły batalionu tworzyły 1 Grupę Bojową, która stacjonowała w Al-Hilli w prowincji Babilon. 6 kwietnia 2004 roku żołnierze JW 1328 wzięli udział w obronie ratusza (we wspomnieniach żołnierzy polskich określany jako City Hall) w Karbali.
W ostatnich latach żołnierze 18 Batalionu wchodzili w skład Zgrupowań Bojowych w ramach PKW Afganistan.
Za odwagę podczas obrony FOB Ghazni Bronze Star Medal z „V” Device otrzymał ppor. Karol Cierpica, odznaczenie wręczył Zastępca Sekretarza Obrony USA Ashton Baldwin Carter.
Wielu byłych żołnierzy 18 Bielskiego Batalionu pełni służbę w JW 4101 i JW 2305.

## Struktura
- dowództwo i sztab
- kompania dowodzenia
- 1 kompania szturmowa
- 2 kompania szturmowa
- 3 kompania szturmowa
- kompania moździerzy
- kompania logistyczna
- wojskowa straż pożarna
- zespół zabezpieczenia medycznego[8]

## Wyposażenie

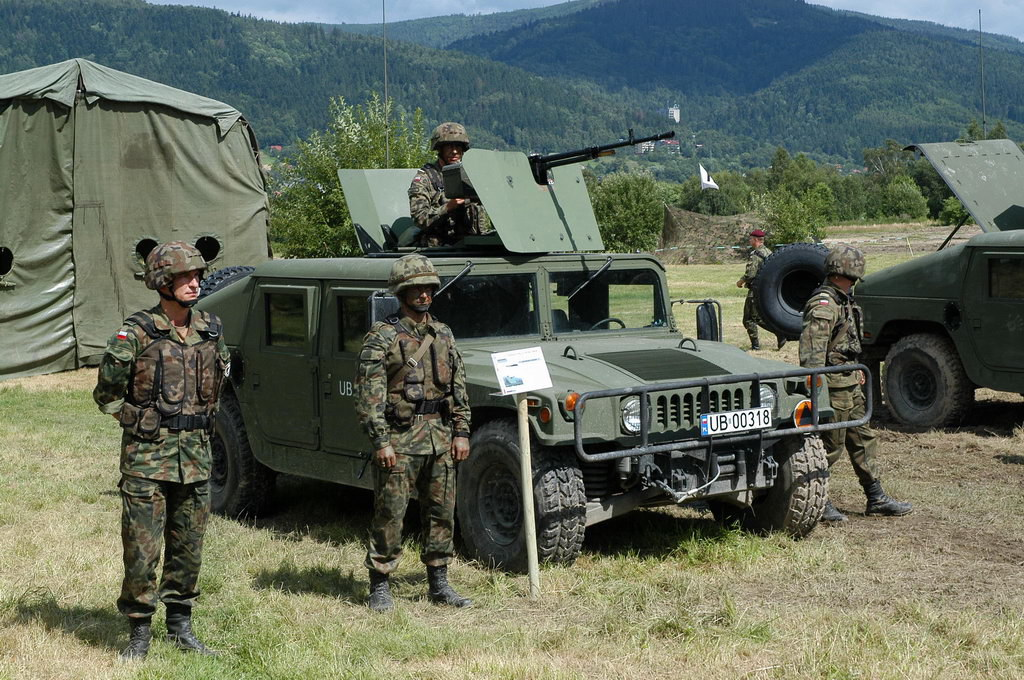
HMMWV 18 bdsz uzbrojony w WKM-B kalibru 12,7 mm NATO

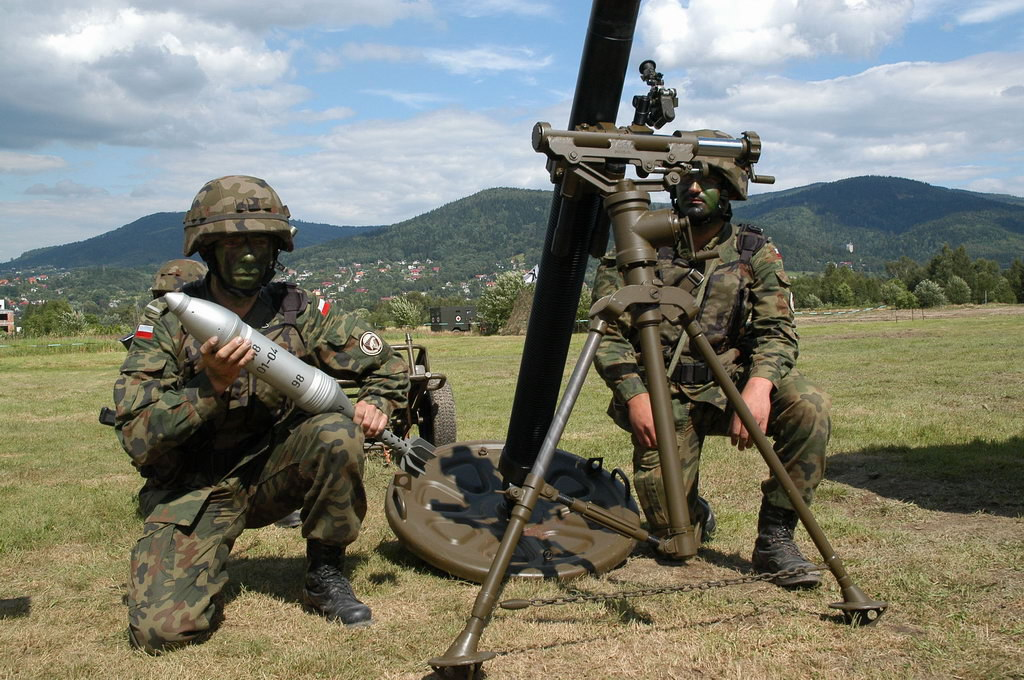
Żołnierze jednostki przy moździerzu M-98

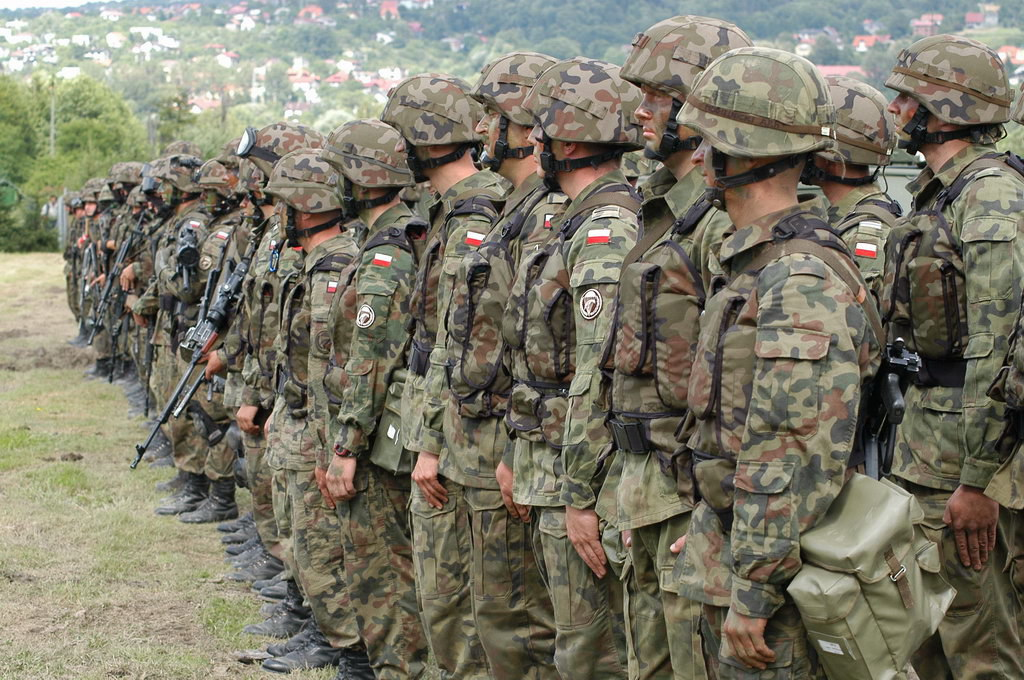
Żołnierze 18 Bielskiego Batalionu Desantowo-Szturmowego

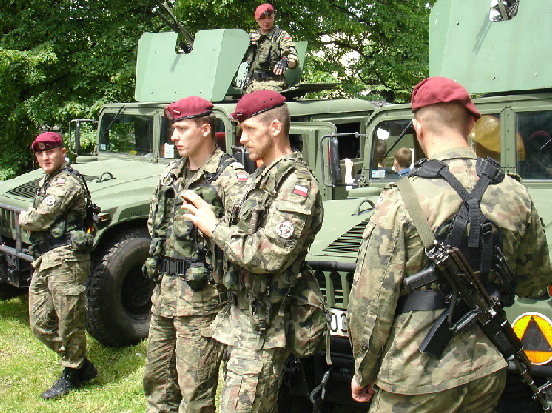
Żołnierze 18 Bielskiego Batalionu Desantowo-Szturmowego, w tle HMMWV

- HMMWV, z których spora część została jednak przekazana do innych jednostek SZ RP, ze względu na niespełnianie wymagań stawianych jednostce powietrznodesantowej,
- pojazdy Honker,
- pojazdy transportowe Star.
- pojazdy rozpoznawania LPU Wirus 4
- pojazdy transportowe Jelcz

## Umundurowanie
Oznaką rozpoznawczą batalionu jest oznaka wojsk powietrznodesantowych (orzeł „lotniczy” na tle spadochronu, całość otoczona wieńcem i kręgiem) z białym rysunkiem i brązowym tłem. Noszony jest bordowy beret i mundur polowy w kamuflażu wz. 93.

## Dowódcy
- kpt. Dymitr Muśko (1954–1957)
- mjr Antoni Sokołowski (1957–1958)
- mjr dypl. Henryk Sobkiewicz (1958–1961)
- ppłk dypl. Henryk Wysocki (1961–1962)
- ppłk dypl. Czesław Mieszczak (1962–1964)
- ppłk dypl. Eugeniusz Habdas (1964–1970)
- mjr dypl. Stanisław Karolus (1970–1970)
- ppłk dypl. Zdzisław Czeczel (1970–1976)
- ppłk dypl. Mieczysław Toborek (1976–1979)
- mjr dypl. Bogumił Betlej (1979–1981)
- ppłk dypl. Józef Bębenek (1981–1984)
- mjr dypl. Władysław Sokół (1984–1987)
- ppłk dypl. Mikołaj Jakimowicz (1987–1990)
- mjr dypl. Józef Jankowski (1990–1994)
- ppłk dypl. Mirosław Knapiński (1994–1994)
- mjr dypl. Janusz Siąkała (1994–1997)
- ppłk dypl. Bronisław Jansohn (1997–1999)
- ppłk dypl. Roman Polko (1999–2000)
- mjr dypl. Tomasz Bąk (2000–2002)
- ppłk dypl. Piotr Patalong (2002–2004)
- ppłk dypl. Adam Stręk (2004–2008)
- płk dypl. Piotr Patalong (2008)
- ppłk Grzegorz Grodzki (2008–2010)
- mjr Robert Kruz (2010–2011) (pełniący obowiązki Dowódcy 18 bpd)[9]
- ppłk dypl. Mieczysław Bieniek (2011–2013)
- ppłk Ryszard Burczy (od 2013 do 31.01.2017)[10]
- ppłk Rafał Kowalski (od 16.01.2017 – 31.03.2020)[11]
- ppłk Tomasz Neumann (od 31.03.2020 – 03.12.2021)
- cz. p.o. mjr Szymon Noworyta (03.12.2021 – 14.02.2022)
- ppłk Marcin Wilga (14.02.2022 – 11.06.2024)
- ppłk Krzysztof Wieczorek (11.06.2024 – obecnie)

## Dane adresowe

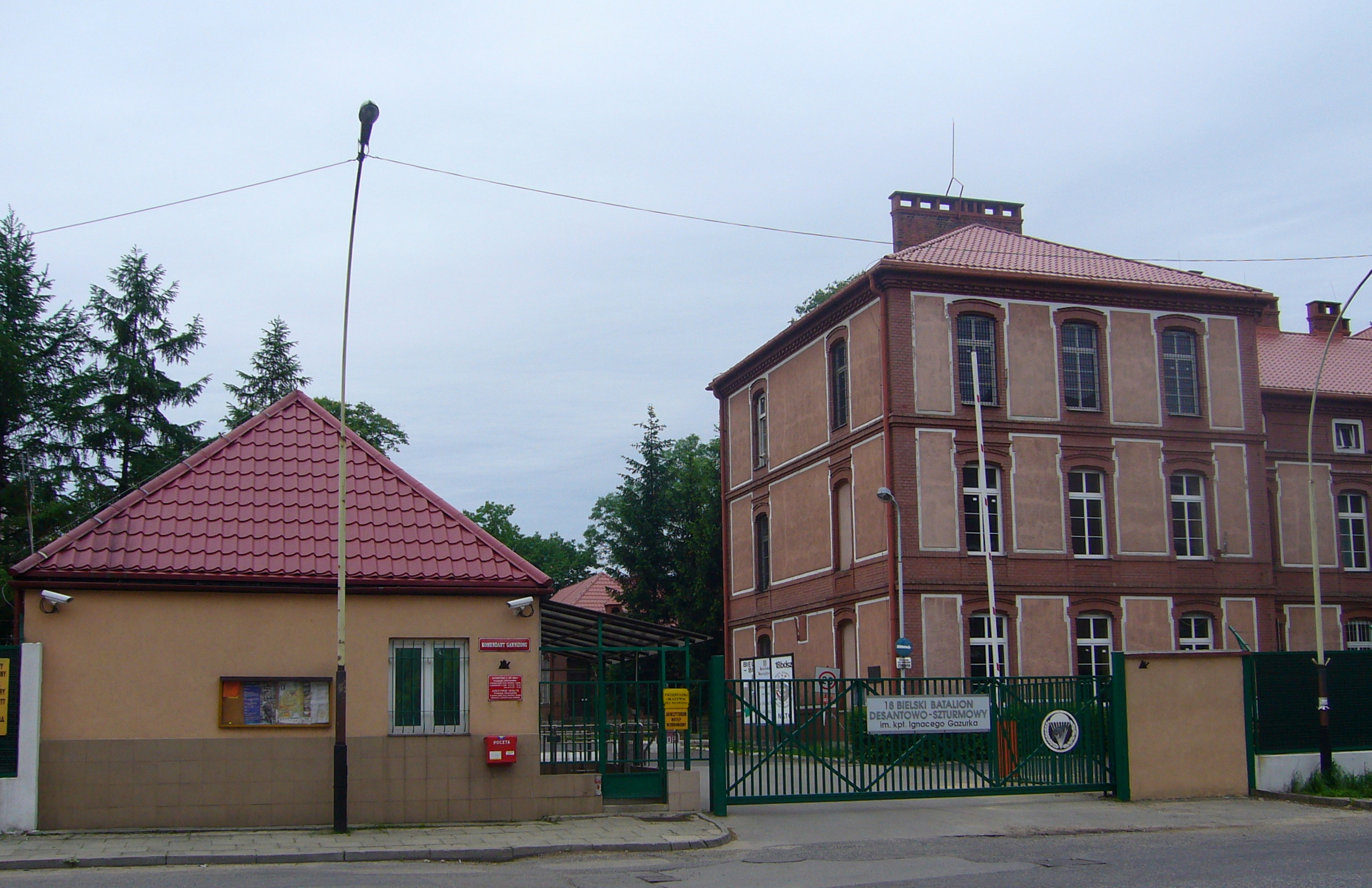
Brama główna jednostki wojskowej w Bielsku-Białej

Jednostka Wojskowa 1328
- ul. Bardowskiego 3
- 43-300 Bielsko-Biała

## Wyróżnienia
- Przodujący Pododdział Wojsk Lądowych 2011 2 kompania szturmowa[12]

## Kontrowersje
Zgodnie z wynikami kontroli przeprowadzonej przez Żandarmerię Wojskową w batalionie służyło dwunastu przestępców wpisanych do Centralnego rejestru skazanych.
Ostatecznie okazało się, iż z dwunastu spraw cztery zostały umorzone warunkowo (co zmniejsza liczbę wyroków do ośmiu). Pięć razy zasądzono ograniczenie wolności, a trzy sprawy zakończyły się karą pozbawienia wolności w zawieszeniu.